# Ingen tid til kærtegn
Ingen tid til kærtegn är en dansk dramafilm från 1957 i regi av Annelise Hovmand.

## Utmärkelser
Filmen vann Bodilpriset för bästa danska film 1957.

## Rollista i urval
- Eva Cohn - Lene
- Lily Weiding - Mor
- Hans Kurt - Far
- Jørgen Reenberg - lärare Harting
- Annelise Jacobsen - frk Sørensen
- Gerda Madsen - fru Jørgensen
- Karen Berg - fru Jensen
- Evald Gunnarsen - Erik
- Grethe Paaske - Eriks mor
- Preben Lerdorff Rye - Eriks far
- Bent Christensen - Gustav
- Holger Juul Hansen - regissör
- Minna Jørgensen - kostymör
- Vera Gebuhr - Olivia
- Freddy Koch - Malvolio
- Ove Sprogøe - narren
- Karl Stegger - Tobias Hikke